# Josef Albert Meisinger
Josef Albert Meisinger (14 septembre 1899, Munich – 7 mars 1947, Varsovie) est un officier de la Gestapo. Surnommé « le boucher de Varsovie », il a été en poste au Japon de 1941 à 1945. À la fin de la guerre, il a été jugé et exécuté pour crimes de guerre en Pologne.

## Premières années
Meisinger est né à Munich, de Josef et Berta Meisinger. Il s'est engagé dans l'armée le 23 décembre 1916 et a combattu dans la 230e compagnie de Minenwerfer du 22e bataillon de pionniers de la 30e division de réserve bavaroise. Il a été blessé au combat, ce qui lui a valu la croix de fer et la croix du Mérite militaire de Bavière. Le 18 janvier 1919, il a atteint le grade de Vizefeldwebel (sergent-chef) et le 19 avril 1919 il est entré dans le Corps francs de Franz Ritter von Epp, sous lequel il a combattu la République des conseils de Bavière. Le 1er octobre 1922, il a commencé à travailler au quartier-général de la police de Munich. Commandant du IIIe peloton de la IIe compagnie du corps franc de l'Oberland (de), il a pris part au putsch de la Brasserie des 8 et 9 novembre 1923.
Le 5 mars 1933, il a été accepté dans la SS, puis dans la Police politique de Bavière (en) le 9 mars 1933, ce qui l'a mis officiellement en contact avec Heinrich Müller, Franz Josef Huber et Reinhard Heydrich (avec lequel il avait servi dans les Corps francs). À cette date, Heinrich Himmler était chef de la police de Munich et Heydrich commandait le Département IV, sa police politique. Meisinger est devenu membre du parti nazi le 1er mai 1933. Il a été décoré de l'ordre du sang le 9 novembre 1933.

## Carrière dans la Gestapo
Le 20 avril 1934, Meisinger est promu SS-Obertruppführer (en). Heydrich est nommé chef de la Gestapo le 22 avril 1934. Immédiatement après, celui-ci a transféré à ses bureaux de Berlin ses hommes de confiance : Heinrich Müller, Franz Josef Huber et Meisinger, surnommés la Bajuwaren-Brigade (Brigade bavaroise). Le 9 mai, Meisinger a été promu SS-Untersturmführer (sous-lieutenant) dans les Dezernat (sections) II 1 H et II H 1, qui avaient les attributions suivantes :
- découvrir les opposants à Hitler au sein du parti nazi,
- poursuivre les homosexuels[3],
- poursuivre les cas d'avortement,
- poursuivre les cas de relations intimes entre Juifs et non-Juifs.

Le 24 juin 1934, Meisinger s'est rendu au Congrès catholique de Berlin, pour écouter Erich Klausener ; il a informé Heydrich que Klausener avait fait des déclarations anarchistes. Le 30 juin, Klausener est abattu par l'officier SS Kurt Gildisch dans son bureau du ministère des Transports du Reich. Après la guerre, Walter Schellenberg, ancien chef de la section des affaires étrangères de la SD au Reichssicherheitshauptamt a décrit Meisinger de la manière suivante :

« ... une des créatures les plus maléfiques parmi la bande de voyous d'Heydrich et il exécutait ses ordres les plus vils... C'était un individu effrayant, un grand homme d'aspect grossier au crâne chauve et au visage d'une laideur incroyable. Cependant, comme beaucoup d'hommes de ce type, il avait du dynamisme et de l'énergie, ainsi qu'une sorte d'intelligence sans scrupule... Du fait de sa longue expérience dans la police, il en savait beaucoup sur le travail et les méthodes du Comintern. »

### Affaire Blomberg-Fritsch
De 1936 à 1938, Meisinger a dirigé l'Office central du Reich pour la lutte contre l'homosexualité et l'avortement au quartier-général de la Gestapo au sein de la Sicherheitspolizei (SiPo). Durant cette période, il a été promu SS-Obersturmbannführer (lieutenant-colonel).

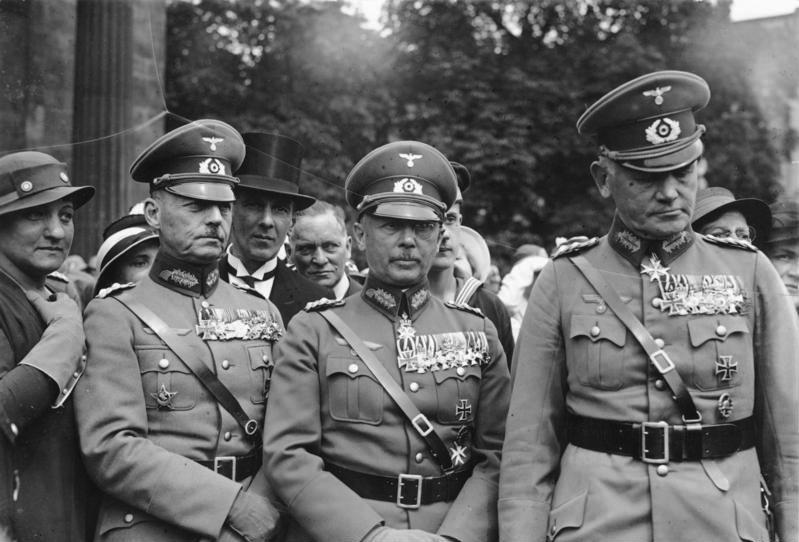
Officiers supérieurs allemands le 25 février 1934 : De gauche à droite von Rundstedt, von Fritsch et von Blomberg.

Au début de 1938, Adolf Hitler, Hermann Göring et Himmler ont voulu se débarrasser du maréchal Werner von Blomberg, membre conservateur de l'état-major et ministre de la Défense du Reich. L'enquête de Meisinger a révélé que sa femme, Erna Gruhn, était une ancienne prostituée avec un casier judiciaire et qu'elle avait posé pour des photos pornographiques. Blomberg a été contraint à la démission.
En 1936, Meisinger avait découvert des allégations d'homosexualité contre le commandant en chef de l'armée de terre, le Generaloberst Werner von Fritsch. Un dossier avait été préparé et Heydrich l'avait transmis à Hitler. Celui-ci avait repoussé ces allégations et ordonné à Heydrich de détruire le dossier, ce qu'il n'avait pas fait.
Fin janvier 1938, Göring a voulu écarter von Fritsch, qu'il ne souhaitait pas voir succéder à Blomberg et devenir son supérieur. Heydrich a alors ressorti son vieux dossier sur Fritsch. Meisinger y a vu une occasion d'avancement, car il savait qu'Himmler et la SS considéraient les homosexuels comme un danger pour le régime. Cependant le travail de police de Meisinger a été jugé faible et Heydrich et Müller en ont été mécontents. Meisinger et Huber[Qui ?] ont interrogé Otto Schmidt, un criminel dont le gang berlinois avait pour spécialité de faire chanter les homosexuels. Celui-ci a identifié von Fritsch comme l'un des hommes qu'il avait surpris en train de se livrer à des actes homosexuels en 1933. Quand Meisinger a produit une photographie de Fritsch sur laquelle étaient clairement indiqués son nom, son titre et son grade militaire, Schmidt a sauté sur l'occasion de se faire valoir en calomniant le général,. Heydrich a soumis le dossier mis à jour à Hitler. Dans son récit de cet incident, Werner Best qualifie Meisinger d'« homme primitif aux méthodes maladroites ». Il a finalement été déterminé que von Fritsch avait été confondu avec un officier subalterne, le Rittmeister Achim von Frisch. Les accusations contre Fritsch se sont effondrées au cours du procès et les officiers de l'armée ont été ulcérés du traitement qui lui avait été réservé. Cette affaire a quasiment brisé la carrière de Meisinger à la Gestapo.

### Rôle en Pologne
L'échec de Meisinger et de son agence a coûté à la plupart de ses membres leur poste, ou au moins leur carrière. En 1938, Meisinger a été transféré aux archives du centre de la SD, mais en septembre 1939 il est nommé vice-commandant de l'Einsatzgruppe IV en Pologne. Le 1er janvier 1940, après avoir été promu SS-Standartenführer (colonel), Meisinger est nommé commandant de la police du district de Varsovie, en remplacement de Lothar Beutel, dénoncé pour corruption.

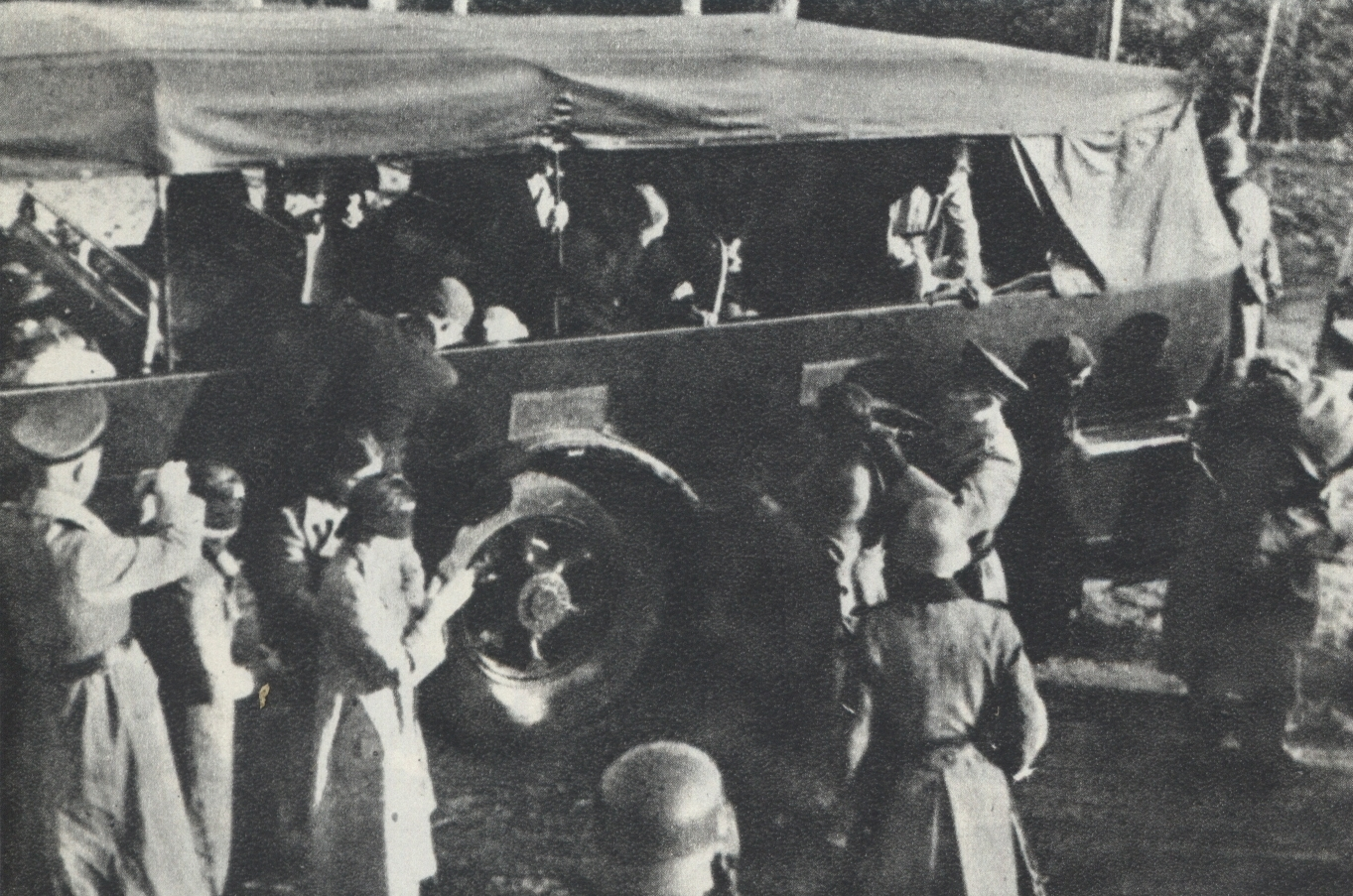
Des soldats allemand bandent les yeux de prisonniers polonais avant leur exécution à Palmiry en 1940.

Meisinger a exercé une force brutale contre les Polonais, surtout contre ceux d'ascendance juive. Dans le cadre de l'opération extraordinaire de pacification, il a autorisé les massacres de Palmiry, lors desquels 1 700 personnes ont été fusillées dans la forêt près de Palmiry. En représailles du meurtre d'un policier polonais, il a ordonné l'exécution de 55 Juifs le 22 novembre 1939, et le 20 décembre l'exécution de 120 Polonais en représailles au meurtre de deux Allemands. Il est devenu si célèbre qu'il a été surnommé « le boucher de Varsovie » (sobriquet aussi donné au SS-Gruppenführer Heinz Reinefarth). Selon Schellenberg, ses atrocités en Pologne dégoûtaient même ses supérieurs : « J'avais rassemblé un énorme dossier prouvant qu'il était si absolument bestial et corrompu qu'il en était presque inhumain... À ce stade... Heydrich est intervenu : Meisinger en savait trop et Heydrich s'est arrangé pour que son procès n'ait pas lieu. » La démarche de Heydrich auprès de Himmler a sauvé Meisinger de la cour martiale et peut-être même de l'exécution. Il a été envoyé à Tokyo dans un sous-marin pour l'éloigner en attendant que les choses se calment.
En 1947, au cours de son procès, Meisinger a déclaré qu'il n'était plus à Varsovie après octobre 1940, mais il est probable qu'il a participé à la création du ghetto de Varsovie.

### À Shangaï et au Japon
Du 1er avril 1941 à mai 1945, Meisinger a servi d'agent de liaison de la Gestapo entre les responsables et les agents de la SD à l'ambassade d'Allemagne à Tokyo. Il était notamment chargé de débusquer les ennemis du Troisième Reich dans la communauté allemande, grâce à divers informateurs. Il était aussi l'agent de liaison de la SD avec la police secrète japonaise. Une de ses missions au Japon était la surveillance de l'agent soviétique Richard Sorge (déjà soupçonné à Berlin), mais Meisinger est rapidement devenu l'un de ses compagnons de beuverie et, involontairement, l'une de ses meilleures sources d'information,.
En 1941, Meisinger essaya de convaincre les Japonais d'exterminer environ 18 000 à 20 000 Juifs d'Autriche et d'Allemagne qui s'étaient réfugiés à Shanghaï. Sa proposition comprenait la création d'un camp d'extermination sur l'île Chongming (en), dans le delta du Yang-Tsé, ou de les laisser mourir de faim sur des cargos au large des côtes chinoises. L'amiral japonais responsable de Shanghaï a refusé ces suggestions, mais les Japonais ont cependant créé un ghetto dans le quartier de Hongkou, déjà étudié en 1939 : un taudis d'une densité à peu près double de celle de Manhattan. Le ghetto était surveillé par les soldats japonais commandés par Kano Ghoya et les Juifs ne pouvaient pas le quitter sans autorisation. Deux mille d'entre eux y sont morts durant la guerre.

## Arrestation, procès et exécution

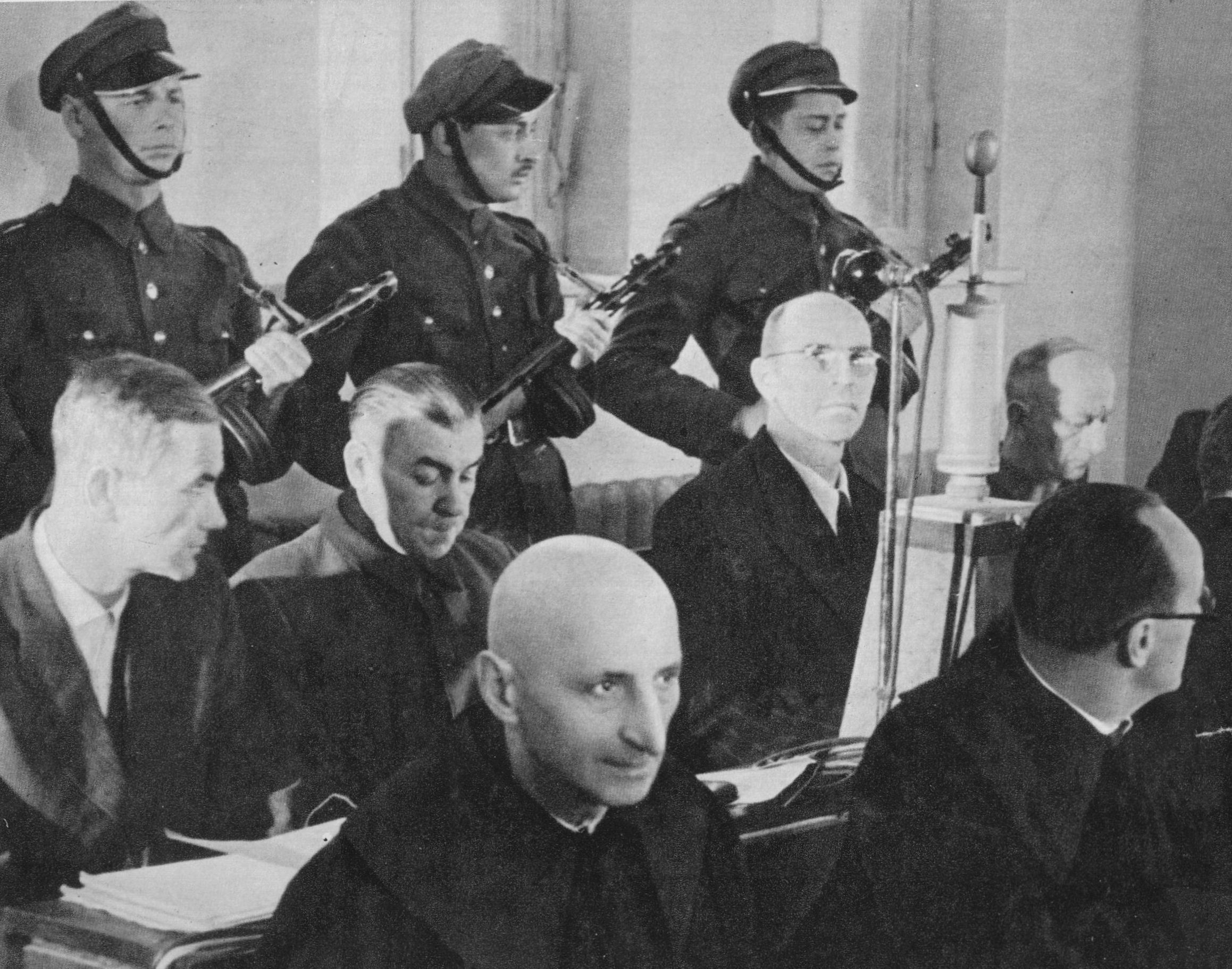
Meisinger devant le Tribunal national suprême à Varsovie (deuxième rang, porteur de lunettes).

Le 6 septembre 1945, Meisinger s'est rendu à deux correspondants de guerre, Clark Lee d'INS et Robert Brumby de MBS, à l'hôtel Fujiya à Hakone. Ces reporters l'ont conduit à Yokohama, au siège du Counter Intelligence Corps (CIC), où il s'est livré. Il a été enfermé dans la prison de Yokohama,, où il a subi deux semaines d'interrogatoires intensifs avant d'être transféré au quartier-général du général Eisenhower à Francfort. En novembre 1945, escorté par le Lt. Col. Jennis R. Galloway et le Major James W. McColl du 441e détachement du CIC, il a été transféré à Washington, D.C. pour y être interrogé sur son rôle dans la destruction du ghetto de Varsovie.
En 1946 il a été extradé vers la Pologne. Le 17 décembre 1946, à Varsovie, il a été inculpé de crimes nazis, en même temps que Ludwig Fischer (gouverneur du district de Varsovie), Max Daume (pl) (commandant exécutif de l'Ordnungspolizei à Varsovie) et Ludwig Leist (gouverneur plénipotentiaire de la ville de Varsovie). Leur procès s'est terminé le 24 février 1947. Le 3 mars 1947, le Tribunal national suprême a condamné Meisinger à la peine de mort ; il a été pendu le 7 mars à la prison de Mokotów.